# Todor Kolev
Todor Kolev (búlgar: Тодор Колев)  (Harmanli, 29 d'abril de 1942) fou un futbolista búlgar de la dècada de 1960.
Fou 11 cops internacional amb la selecció búlgara amb la qual participà a la Copa del Món de Futbol de 1970.
Pel que fa a clubs, defensà els colors de PFC Slavia Sofia.
Un cop retirat fou àrbitre de futbol.